# 動的弾性率
動的弾性率（どうてきだんせいりつ、英: Dynamic modulus, Dynamic Elastic Modulus）は、物体の粘弾性を記述する物理量の一つで、弾性率（ヤング率）を拡張した概念である。「振動する応力」と、それによって生じた歪みのフェーザ表示による「比」として定義される。複素数で表わされることが多いため、複素弾性率（ふくそだんせいりつ、Complex modulus）と呼ばれることもある。動的弾性率は、動的な粘弾性特性を、粘弾性物質の応力-ひずみ特性の位相遅れに着目して複素弾性率の偏角として表現したものであり、複素弾性率の実数部にあたる「貯蔵弾性率」、虚数部にあたる「損失弾性率」の2つの項に分解できる。同様に、剛性率についても同様に動的剛性率が定義されるので、併せて説明する。
数式的な取扱いにおいて、電気工学で用いられるインピーダンスや、制御工学の周波数伝達関数に良く似ており、一種のアナロジーが成立する。

## 定義

### 動的弾性率
以下の式1-1のような応力が物体に印加されたとき、以下の式1-2のような変形が生じた、即ち、応力に対し、その応答たる歪みに位相遅れ δ が生じたとした場合を考える。
貯蔵弾性率 E′ (storage modulus)と損失弾性率 E″ (loss modulus) を以下のように導入する。
但し、ω = 2πf であり、f は周期的応力の振動数、t は時刻、 δ は応力 (stress)と歪み (strain) の間の位相遅れを意味する。
さらに、複素弾性率 (complex modulus) を、以下のように定義する。
但し、i は、虚数単位を表す。動的弾性率とは、この複素弾性率を表す場合が多いが、複素弾性率、貯蔵弾性率、損失弾性率の少なくともいずれかを指すこともある。
応力、歪の両方に、虚数項を付け加え、
とすると、
が成り立つ。この意味で、E*は、応力と歪みの比となっている。

### 動的剛性率
剛性率についても、同様の
{\displaystyle G^{*}=G'+iG''\,} 
が定義される。

## 粘弾性体による応力-ひずみ間の位相遅れ
日常的に目にする粘弾性体の例としてはゼリーがある。ゼリーの"ぷるるん"とした性質に粘弾性の本質がある。この”ぷるるん”とした性質は、粘弾性体による応力-ひずみ間の位相遅れの帰結であり、これを定量的かつシステマティックに表現したものが、動的弾性率である。従って、動的弾性率を理解する前に、粘弾性体による応力-ひずみ間の位相遅れについて理解しておく必要がある。
皿の上にゼリーを置いて、少し揺らすと、ゼリーは”ぷるるん”と震える （ここでは、インパルス応答を与えたとしても、正弦波的な振動（後述の式2-1を参照）を与えてその応答をみたとしても、どちらでもかまわない）。ここで、より「シャキッとした」（弾性体に近い）ゼリーは、”ゆらし”に対して、より機敏に応答するであろう。より「フニャっとした」（粘性体に近い）ゼリーは、”揺らし”に対して少し遅れた（位相の遅れを伴った）応答するであろう。このように、我々は、経験的に食べる前にゼリーの食感を推定する方法を知っている。
簡単に言えば、上記の日常的な、食感推定法をより精密化したものの一つが、「動的粘弾性測定」と言われる測定手法である。動的粘弾性測定では、粘弾性物質に対し、以下の式2-1のような正弦波状の"振動する応力"を印加をし、それに応答して生じた変形（歪み）の大きさが、リアルタイムで測定される。
このとき、測定されるひずみの位相遅れについては、以下のような、2種類の極端なケースが考えられる。
- 完全な弾性体においては、印加された応力と、それに対する応答として生じたひずみの間に位相の遅れが生じない。(後述の式2-2において、δ=0の場合に相当する)
- 完全な粘性体においては、印加された応力と、それに対する応答として生じたひずみの間に位相の遅れが90度(π/2 rad)分生じる。(後述の式2-2において、δ=90度(π/2 rad)の場合に相当する)日常的な現象においては、「シャキッとした」ゼリーは前者に近く、「フニャっとした」ゼリーは後者に近いということになる。より一般的に、物質が弾性体に近いときは上記の「位相の遅れ」（δ）が0に近く、粘性体に近いときには、上記の「位相の遅れ」が、90度に近いということになる。このように、物質が粘性体または弾性体に近いのかは、その物質に一定のひずみを与えたときの応力緩和（応力の時間変化）の位相遅れや、緩和時間をから判別できる。

粘弾性物質の性質を、物質の弾性(変形を元に戻そうとする性質)による効果と、粘性（変形を抑制する性質）の”重ね合わせ”として考えることにすると（同一周期の正弦波の重ね合わせは位相の変化として表現される）、理想的な（物質からの応答によって振動周期が変化しない）粘弾性物質においては、以下の式2-1のような応力 (stress) に対して、物質の変形は、式2-2のように表現されることになる。
ここで、ω = 2πf であり、f は周期的応力の振動数、t は時刻、 δ は応力 (stress)と歪み (strain) の間の位相遅れを意味する。
さて、位相の遅れは、エネルギー損失の帰結である。実際、微小な変形 dε の間にうける間に加わる力は σ(t) であるため、この間のエネルギー変化は、
となり、加法定理
より、
であるため、
であり、一方で三角関数を一周期 T=1/f に渡って積分すると０になるため、一周期毎のエネルギー損失 U は、
となる。